# Giuroiu
Giuroiu – wieś w Rumunii, w okręgu Vâlcea, w gminie Stoilești. W 2011 roku liczyła 88 mieszkańców.